# Lista över fornlämningar i Falköpings kommun (Jäla)
Lista över fornlämningar i Falköpings kommun (Jäla) är en förteckning av ett urval av de fornlämningar som finns i Jäla i Falköpings kommun.
| Namn      | Lämningstyp  | Tillkomsttid | Historisk indelning | Plats | Läge                 | ID-nr          | Bild                                 |
| --------- | ------------ | ------------ | ------------------- | ----- | -------------------- | -------------- | ------------------------------------ |
| Jäla 3:1  | Stensättning |              | Jäla, Västergötland |       | 58.031893, 13.376983 | 10194800030001 | Ladda upp en bild av detta fornminne |
| Jäla 3:2  | Stensättning |              | Jäla, Västergötland |       | 58.031740, 13.377056 | 10194800030002 | Ladda upp en bild av detta fornminne |
| Jäla 3:4  | Stensättning |              | Jäla, Västergötland |       | 58.031589, 13.377174 | 10194800030004 | Ladda upp en bild av detta fornminne |
| Jäla 4:1  | Stensättning |              | Jäla, Västergötland |       | 58.035397, 13.384841 | 10194800040001 | Ladda upp en bild av detta fornminne |
| Jäla 6:1  | Stenkrets    |              | Jäla, Västergötland |       | 58.026410, 13.337305 | 10194800060001 | Ladda upp en bild av detta fornminne |
| Jäla 10:1 | Stensättning |              | Jäla, Västergötland |       | 58.025355, 13.344246 | 10194800100001 | Ladda upp en bild av detta fornminne |
| Jäla 13:1 | Hällristning |              | Jäla, Västergötland |       | 58.028616, 13.375186 | 10194800130001 | Ladda upp en bild av detta fornminne |
| Jäla 15:1 | Hällristning |              | Jäla, Västergötland |       | 58.033968, 13.378533 | 10194800150001 | Ladda upp en bild av detta fornminne |
| Jäla 15:2 | Hällristning |              | Jäla, Västergötland |       | 58.033968, 13.378533 | 10194800150002 | Ladda upp en bild av detta fornminne |
| Jäla 15:3 | Hällristning |              | Jäla, Västergötland |       | 58.033968, 13.378533 | 10194800150003 | Ladda upp en bild av detta fornminne |
| Jäla 17:1 | Stensättning |              | Jäla, Västergötland |       | 58.030463, 13.379144 | 10194800170001 | Ladda upp en bild av detta fornminne |
| Jäla 17:2 | Stensättning |              | Jäla, Västergötland |       | 58.030465, 13.378907 | 10194800170002 | Ladda upp en bild av detta fornminne |
| Jäla 19:1 | Stensättning |              | Jäla, Västergötland |       | 58.031783, 13.368408 | 10194800190001 | Ladda upp en bild av detta fornminne |
| Jäla 33:1 | Röse         |              | Jäla, Västergötland |       | 58.039831, 13.343001 | 10194800330001 | Ladda upp en bild av detta fornminne |